# 법륜사 (용인시)

법륜사(法輪寺)는 경기도 용인시 처인구 원삼면에 있는 대한불교조계종 소속 사찰이다.

## 역사
비구니 원로스님이 창건한 관음성지
법륜사는 무아당 상륜스님이 2005년에 창건한 사찰이다. 상륜스님이 1996년 서울 삼각산 승가사에서 정진하던 중 관세음보살을 현몽하고 용인시 문수산 자락에 절을 창건하니 바로 지금의 법륜사다.
법륜사의 지형이 연꽃이 아름답게 핀 곳에서 선인들이 고요히 명상에 잠겨있는 형국이라 해서‘연화반지 선인단좌형’이라고 한다. 이곳에 백두산 홍송으로 집을 짓고 익산의 황등석으로 불상을 조성하였다. 다른 곳에서는 보기 힘든 아자형 대웅전과 석굴암 부처님의 세 배에 달하는 대웅전 본존불은 규모와 예술성이 뛰어나다고 평가 받는다.
민족의 소중한 문화유산으로 후세에 길이 남았으면 하는 바람으로 불사했다는 상륜스님 말씀처럼, 법륜사는 창건한 지 10년이 지난 지금‘자비와 행복이 넘치는 문수산 법륜사’라는 운영 기조를 앞세운 중부권의 새로운 관음성지이자 수행도량이 되었다.

## 문화재
관음전 앞마당에는 법륜사 유일의 지정 문화재인 용인 법륜사 삼층석탑(경기도 문화재자료 제145호)이 있다. 이 석탑은 서울 구로동 이덕문 씨 집에 있던 것을 법륜사에 보시해서 옮겨 온 것이라고 하는데 조성연대는 알 수 없지만 통일신라시대 석탑 양식을 계승한 것으로 보인다.

## 특징
국내 최대의 위락시설이 밀집
법륜사 주변에는 한국 민속촌, 용인 에버랜드, 한택식물원 등 국내 최대의 위락시설들이 밀집해 있다. 이들 시설은 모두 승용차로 30분 이내 거리에 있다. 용인 기흥에 있는 한국 민속촌은 전통문화테마 종합관광지로 1974년에 설립되어 조선시대의 생활상을 보고 체험할 수 있는 전통문화관광지이다.
용인 마성에 있는 에버랜드는 우리나라에서 규모가 가장 큰 놀이공원으로 1976년 용인자연농원으로 처음 개장한 이래 40여 년 동안 운영되고 있다. 한택식물원은 1979년 용인 백암면에 만들어진 국내 최대 식물원으로 20만 평 규모에 희귀, 멸종위기식물과 자생식물 및 외래종 등약 8,000여 종의 식물이 식재된 곳이다.
법륜사는 이 세 시설의 그 중심부에 자리 잡고 있어 이들 시설과 밀접하게 연계된 프로그램이 가능한 좋은 조건을 가진 사찰이다.

## 체험 및 시설

### 템플스테이
법륜사에서는 내국인을 위한 다양한 템플스테이 프로그램을 운영하고 있다.
- 법륜사 템플스테이 프로그램

## 사진

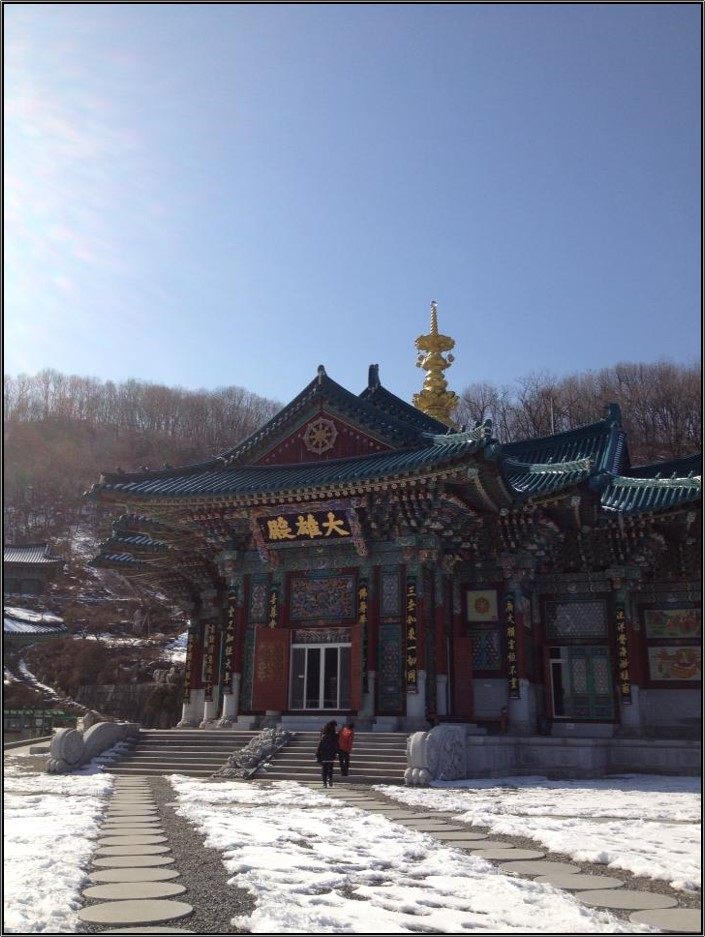
법륜사
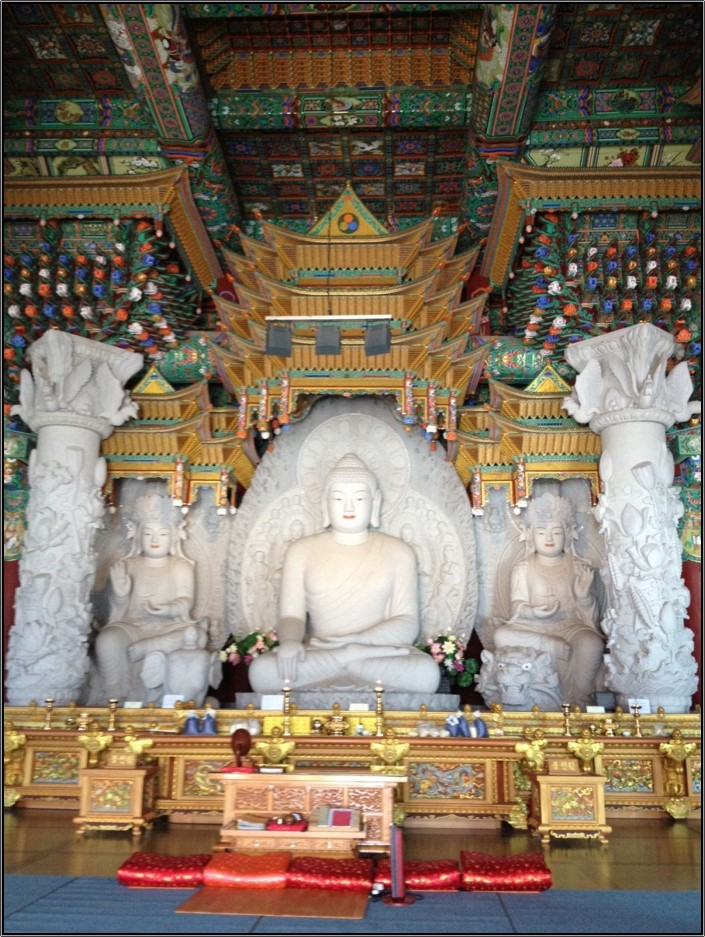
법륜사
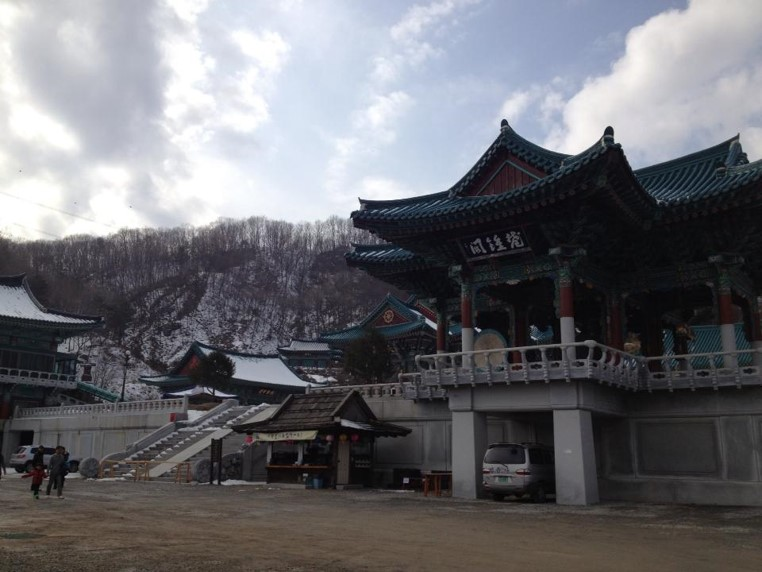
법륜사